# Meinolf Mehls
Meinolf Mehls (* 24. Juli 1965 in Bochum) ist ein ehemaliger deutscher Fußballspieler.

## Karriere
Mehls gab sein Debüt in der Bundesliga in der Saison 1989/90, wo er beim VfL Bochum unter Vertrag stand. Trainer Reinhard Saftig wechselte ihn am 28. Spieltag zur zweiten Halbzeit beim 3:3-Unentschieden gegen den FC St. Pauli für Olaf Dressel ein. Anschließend kam er im Profiteam des VfL nicht mehr zum Zug. So wechselte er 1991 in die Oberliga Westfalen zur SpVgg Erkenschwick, wo er in der Saison 29 Spiele absolvierte. Nach einer guten Hinrunde mit Platz drei wurde die Spielzeit auf Platz sechs beendet. Mehls wechselte im Anschluss zu den Sportfreunden Siegen.